# Probainognathidae
De Probainognathidae zijn een familie van uitgestorven carnivore cynodonten die leefden tijdens het Laat-Trias. Tot de leden behoren Bonacynodon en Probainognathus uit Zuid-Amerika, en mogelijk de wat latere Lepagia uit Europa. De familie werd in 1973 door Alfred Romer benoemd. De leden waren nauw verwant aan de clade Prozostrodontia, waartoe ook zoogdieren behoren.
De clade is gedefinieerd als de groep bestaande uit de laatste gemeenschappelijke voorouder van Probainognathus jenseni en Bonacynodon schultzi; en al zijn afstammelingen.
Alle geslachten waren kleine dieren. Probainognathus, bekend van een aantal exemplaren, was ongeveer tien centimeter lang en qua anatomie erg zoogdierachtig. Overblijfselen van Lepagia zijn beperkt tot tanden. Deze lijken het meest op het gebit van andere vleesetende cynodonten van het Laat-Trias.